# Ligue algérienne pour la défense des droits de l'homme
Ne doit pas être confondu avec la Ligue algérienne des droits de l'homme créée en 1987 par Ali Benflis ni avec le Conseil national des droits de l'Homme (CNDH), organisme placé auprès du Président de la République algérienne.
La Ligue algérienne pour la défense des droits de l'homme (LADDH) est une ONG à caractère non politique régie par la loi algérienne 90/31 de 1990 sur les associations. Sa vocation est la défense et la promotion des droits de l'homme en Algérie et dans le monde. L'organisation apprend en janvier 2023 qu'elle a été dissoute par une décision de justice en septembre 2022.

## Histoire

### 2000 et années suivantes
Des dissidences apparaissent au sein de la gouvernance de la LADDH : en 2007, l’organisation est scindée en deux "ailes",  l’une présidée par Hocine Zehouane et l’autre par Mustapha Bouchachi (avant d’être reprise par Noureddine Benissad en 2012) ; une troisième aile est ensuite revendiquée par Salah Dabouz. 
Au congrès de 2010 ("aile Bouchachi"), Mustapha Bouchachi est réélu président. Revendiquant sa légitimité, il reçoit l'appui d'Ali Yahia Abdennour et de Karim Tabbou lors de ce troisième congrès, tenu en présence, notamment, de la Ligue tunisienne des droits de l’homme, du Conseil national tunisien du respect des droits de l’homme, du Réseau euro-méditerranéen des droits de l' Homme et de la Fédération internationale des droits de l’homme.
En 2017, Kaddour Houari apparaît dans la presse comme président d'une aile dissidente, auquel succède Bencheikh El Hocine Dhia Eddine dont le nom apparaît comme président en 2020.
D'autres associations des droits humains se créent. En octobre 2000, le réseau Wassila/Avife d'associations et d'institutions qui luttent en Algérie pour les droits des femmes est lancé.
Depuis le congrès de Boumerdès (septembre 2005), la LADDH s'efforce de refonder la vision des droits de l'homme en tant que matrice d'une société pluraliste, ouverte et régulée par le droit et la justice[réf. nécessaire].
En 2011, Yacine Zaïd de la LADDH participe dans la création du Comité national pour la défense des droits des chômeurs,.

### Hirak
Pendant le Hirak en 2019–2020, la LADDH participe aux Forces du pacte de l'Alternative démocratique, un rassemblement de partis politiques, associations et membres de la société civile essayant de coordonner une transition démocratique,.
Le vice-président de la LADDH, Kaddour Chouicha, est emprisonné du 10 décembre 2019, juste avant l'élection présidentielle algérienne de 2019 vue comme illégitime par les manifestants du Hirak, jusqu'au 8 janvier 2020, pour « détention de tracts de nature à nuire à l’intérêt national » et « atteinte à corps constitué ». Son procès se tiendrait le 28 janvier 2020.

## Structure
Elle a sur le plan organique une compétence nationale qui lui permet d'intervenir et d'agir sur tout le territoire. Elle est structurée en sections locales, bureaux de wilaya, coordinations régionales et Conseil de Direction National. Ses organes sont le Congrès, le Conseil National, le Comité Directeur, les Conseils de Wilaya et les Comités Locaux. Elle est affiliée à la Fédération internationale des droits de l'homme (FIDH), au réseau Euro-Méditerranéen des Droits de l'Homme (REMDH), à la Coordination Maghrébine des Organisations des Droits Humains (CMODH). 
Elle entretient des relations de partenariat avec beaucoup d'autres ONG nationales et internationales qui agissent dans la sphère des droits de l'homme. La LADDH est strictement indépendante et une disposition statutaire, l'article 18 proscrit tout cumul de responsabilité en son sein et dans un parti politique, l'administration et les services de sécurité. Sur le plan légal, elle a obtenu son agrément par arrêté du ministre de l'intérieur du 26 juillet 1989 bien que sa création remonte à 1985. 

### Membres

#### Fondateurs
Parmi les membres fondateurs sont :
- Arezki Abboute, Syndicaliste
- Rabah Abdoun, Economiste
- Nordine Aït-Hamouda, fils de chahid
- Mokrane Ait Larbi, Avocat
- Hocine Ait Mohand, Médecin
- Djouher Akrour, Militante ex. condamnée à mort
- Ali Yahia Abdennour, Avocat
- Soltane Ameur, Chirurgien
- Rabah Baraka, Avocat
- Rachid Bellil, Sociologue
- Rabah Benchikhoune, Syndicaliste
- Brahim Bentaleb, Psychologue
- Khaled Ben Miloud, Professeur Agrégé de Psychiatrie
- Hafsa Bentoumi Bisker, Pharmacienne Militante, ex. Secrétaire générale de l'Union générale des étudiants musulmans algériens (UGEMA)
- Mahfoud Boucebci, Professeur agrégé en Psychiatrie
- Aïcha Bouzar, Fonctionnaire
- Salem Chaker, Professeur en Linguistique Berbère
- Salem Djebara, Economiste
- Saïd Doumane, Economiste
- Slimane Hachi, Géologue
- Fatma Hocine Hermouche, Militante
- Samia Kartouch, Enseignante
- Mohamed Kassoul, Avocat (bâtonnier de Blida)
- Saïd Khellil, Biochimiste
- Arezki Kecili, Technicien Santé
- Mokrane Laksi, Enseignant
- Hamid Lounaouci, Ingénieur
- Ferhat Mehenni, Chanteur
- Hachemi Nait Djoudi, Chirurgien
- Salah Ouahar, Juriste
- Louiza Oudarene, Ancienne Maquisarde ALN
- Aomer Oulamara, Physicien
- Fetouma Ouzegane, Militante
- Malika Ouzegane, Militante
- Ali Fawzi Rebaine, Fils de Chahid Opticen
- Saïd Sadi, Médecin
- Mimi Tarakli, Sociologue
- Omar Zeggane, Etudiant
- Hocine Zehouane, avocat, ancien maquisard
- Malika Zerrouki, Maquisarde

#### Présidents
La listes des présidents de la LADDH :
| Président           | Début | Fin  |
| ------------------- | ----- | ---- |
| Ali Yahia Abdennour | 1989  | 2005 |
| Hocine Zehouane     | 2005  | 2007 |
| Mostefa Bouchachi   | 2007  | 2012 |
| Noureddine Benissad | 2012  | 2023 |

#### Militants
- Saïd Boudour, un journaliste algérien [13].

## Dissolution
Le 22 janvier 2023, l'organisation annonce avoir fait l'objet d'une dissolution lors d'une décision de justice rendue le 29 septembre 2022, sans avoir été informée de la décision et après un procès tenu en son absence. L'ONG affirme n'avoir jamais été informée de la procédure judiciaire déployée à son encontre. L'agence Algérie Presse Service (APS) indique le 31 janvier 2023, que l'organisation a été dissoute « en raison de la vacance de ses dirigeants, installés à l'étranger ».

## Réactivation de l'activité depuis le territoire français
Le 29 octobre 2024, des membres de l'organisation réfugiés en France déposent les statuts d’une nouvelle association, appelée « Collectif de sauvegarde de la ligue algérienne pour la défense des droits de l’homme » (CS-LADDH), présidée par le journaliste et réfugié politique Adel Boucherguine,  afin de « continuer à dénoncer l'arbitraire en Algérie ».